# Мамидо, Юрий Геннадьевич
Юрий Геннадьевич Мамидо (2 мая 1975, Гродно) — белорусский футболист, защитник.

## Биография
Воспитанник гродненского футбола, первый тренер — Емельянчик Николай Михайлович. Взрослую карьеру начинал в клубе «Автопровод» (Щучин) во второй лиге Беларуси, затем играл за «Кардан Флайерс»/«Белкард» в первой лиге.
В 1999 году перешёл в гродненский «Неман», где провёл следующие семь сезонов, однако далеко не всегда был игроком основного состава клуба. Всего за это время сыграл 102 матча за «Неман» в высшей лиге и забил один гол. Серебряный призёр чемпионата Беларуси 2002 года, в «золотом матче» против БАТЭ отыграл все 120 минут. Участник одной игры Кубка Интертото 2005 года.
В 2006 году перешёл в «Динамо-Белкард», где провёл три следующих сезона. Победитель второй лиги 2006 года. В 2009 году перешёл в «Неман» (Мосты) где играл до конца карьеры.
Принимал участие в соревнованиях ветеранов.